# Bernat Martorell
Bernardo Martorell, in catalano Bernat Martorell (Sant Celoni, 1390 – Barcellona, 1452), è stato un pittore spagnolo, importante rappresentante del tardo gotico in Catalogna.
Poco è conosciuto del periodo anteriore al 1427 sebbene fosse un pittore di centrale importanza nella pittura catalana dell'epoca. Il suo stile pittorico è di gran lunga diverso rispetto a quello dei suoi contemporanei catalani, compreso Lluís Borrassà, perché si avvicino alla pittura fiamminga, che ispirò le sue miniature.
Le sue opere, tra le quali si può citare il Retablo di San Michele nella Cattedrale di Tarragona, si caratterizzarono per l'eleganza decorativa e per un penetrante approfondimento psicologico. Agli inizi della sua carriera si contraddistinse per una vena fortemente lirica e una spiccata fantasia, che nella maturità artistica vennero sostituite parzialmente da un pacato naturalismo.